# Nataniel Sánchez
Nataniel Sánchez Varela (Lima, 15 de marzo de 1991) es una actriz, cantante y bailarina peruana. Es reconocida por su rol antagónico reformado de Fernanda de las Casas, en la serie peruana Al fondo hay sitio.
En febrero de 2024, Nataniel lanza su primer sencillo musical como solista, titulado "Soy yo la que dice adiós".

## Biografía
Nació en Lima, fue criada en una familia de clase media. Comenzó su carrera artística a los 10 años integrando el elenco del programa peruano María Pía y Timoteo. Hizo su debut como actriz en 2007 con un papel protagónico en la serie Condominio S.A, filme en la cual apareció y que fue el que la introdujo al mundo de la actuación. Con papeles principales, continuó haciendo apariciones en unas dos series posteriores a su debut.
A finales de 2000 conoció a Efraín Aguilar, con quien comenzó a trabajar en el programa Al fondo hay sitio (2009) donde ganaría fama nacional. Durante esos años fue presentadora de distintos programas de América Televisión y seria portavoz de diferentes marcas. En esa misma trayectoria continuó interpretando personajes principales en series de televisión e incursionó en el teatro: Amor sin barreras (West Side Story) y cine: The Knife of Don Juan.

## Carrera
La carrera de Nataniel comenzó con su aparición en el programa infantil María Pía y Timoteo de América Televisión como parte del elenco de baile, que marcó su debut en la televisión a inicios de 2000. Posteriormente, participó en la serie cómica Condominio S.A de Panamericana Televisión interpretando a Patty, serie que marco su debut como actriz.
En 2007, con parte del elenco de la serie, debutó como conductora en el programa Animateens, donde también destacó como bailarina. En ese mismo año, actuó en la novela de ATV Un amor indomable con el personaje de Macarena.[cita requerida] Al siguiente año, apareció en la última temporada de la serie Así es la vida de América Televisión, simultáneamente fue llamada para formar parte del programa de concursos Habacilar y sus secuencias Amigos y rivales y Los mejores amigos y rivales en las que destacó notablemente y llamó la atención de Efraín Aguilar, el cual le dio el rol de Fernanda de las Casas, una de las protagonistas de la serie peruana Al fondo hay sitio de América Televisión como el popular personaje Joel Gonzales hasta la última temporada en el 2016.
En 2011, condujo el programa Very verano junto a Erick Elera. Ese mismo año participó en el musical West Side Story (musical), presentado en el Teatro Municipal de Lima, siendo esta su primera incursión en el teatro. A mediados de esa década, formó parte del elenco musical de «Mamma Mía». Así mismo, interpretó a Lili en la obra cómica «Toc*Toc» y formó su show infantil «Vamos Baila» junto al coreógrafo Arturo Chumbe.[cita requerida]
En 2013, Sánchez fue parte del reparto de la película La navaja de Don Juan (The Knife of Don Juan), cinta que marcó su debut en el cine. A finales de la década participó en el filme cómico Un Amor Hasta las Patas con la dirección de Carlos Landeo.
En 2017 participó en la serie Pensión Soto de Latina Televisión como "Teki".

## Otras incursiones
Nataniel Sánchez es portavoz de Elvive Reparación Total 5, de L'Oréal París desde 2012.
En junio de 2014, Nataniel protagoniza el videoclip de la canción "La Chamaquita Homicida" interpretada por Joel Gonzales (Erick Elera) para la serie Al fondo hay sitio. El tema es una nueva versión de "Mi Chamaquita", dicho video también es protagonizado por Monserrat (Melania Urbina), el mayordomo Hiro, el guachimán ‘Félix’.
En 2018, tras diecisiete años de carrera en su país, decide migrar a España para estudiar canto, baile y técnicas de interpretación.
En febrero de 2024, Nataniel lanza su primer sencillo musical que marca su debut como solista, titulado "Soy yo la que dice adiós". realizado junto al sello discográfico Apolo Récords, bajo la dirección de Daniel Zenteno Ladrón de Guevara. 

## Trayectoria

### Televisión
- María Pía y Timoteo (2001-2005), elenco de baile.
- Condominio S.A. (2006) como Paty.
- Animateens (2007–2008), presentadora y bailarina.
- Un amor indomable (2007) como Macarena.
- Así es la vida (2008) como Cynthia Contreras.
- Habacilar: Amigos y rivales (2008), Participante - 1° puesto.
- Habacilar: Mejores Amigos y rivales (2008), Concursante - 1° puesto.
- Al fondo hay sitio (2009–2016) como Fernanda de las Casas Picasso.
- Very Verano (2011), presentadora.
- Sueña Quinceañera (2016), jurado.
- Cumbia Pop 2030 (piloto) (2017) como Andrea.
- Pensión Soto (2017) como Teresa "Teki" Huamán.

### Teatro
- Amor sin barreras (West Side Story) (2011) como Anybodys
- Mamma Mia! (2016-2017) como Lisa
- Toc Toc (2017) como Lili
- Bajo terapia (2017) como Tamara
- Interrail (2021) como Nats

### Cine
- La navaja de Don Juan (The Knife of Don Juan) como Ana.
- Un Amor Hasta las Patas (2019)

### Spots televisivos
- Pantene (2006)
- Lentes Carducci (2009)
- Inca Kola (con Erick Elera) (2010)
- Anaflex Mujer (2010)
- Spray para peinar "Elvive "Reparación total 5" de L'Oréal París (mayo de 2012)
- Ampolla reparadora "Elvive "Reparación total 5" de L'Oréal París (septiembre de 2012)
- Línea "Elvive "Reparación total 5" de L'Oréal París (noviembre de 2012)

## Discografía

### Sencillos
- 2024: "Soy yo la que dice adiós"

### Modelo
- 2010: “Yo soy Joel” (videoclip de la 2da temporada de Al fondo hay sitio)
- 2011: "Un tonto taxista enamorado”  (videoclip de la 3ra temporada de Al fondo hay sitio)
- 2014: "La Chamaquita Homicida" (videoclip musical de Al fondo hay sitio)